# Château de Hierges
Le château de Hierges est un château fort situé sur un éperon rocheux de la commune française de Hierges, à la sortie de la vallée de la Joncquière et à proximité de la frontière franco-belge, dans le département des Ardennes.
Les ruines du château, l'ancien commun et le colombier sont classés monument historique par arrêté du 30 décembre 1980.

## Localisation
Les vestiges du château se dressent sur la commune de Hierges, dans le département français des Ardennes. Le château contrôlait la voie commerciale reliant Saint-Quentin à Cologne, ainsi que la vallée de la Meuse.

## Historique

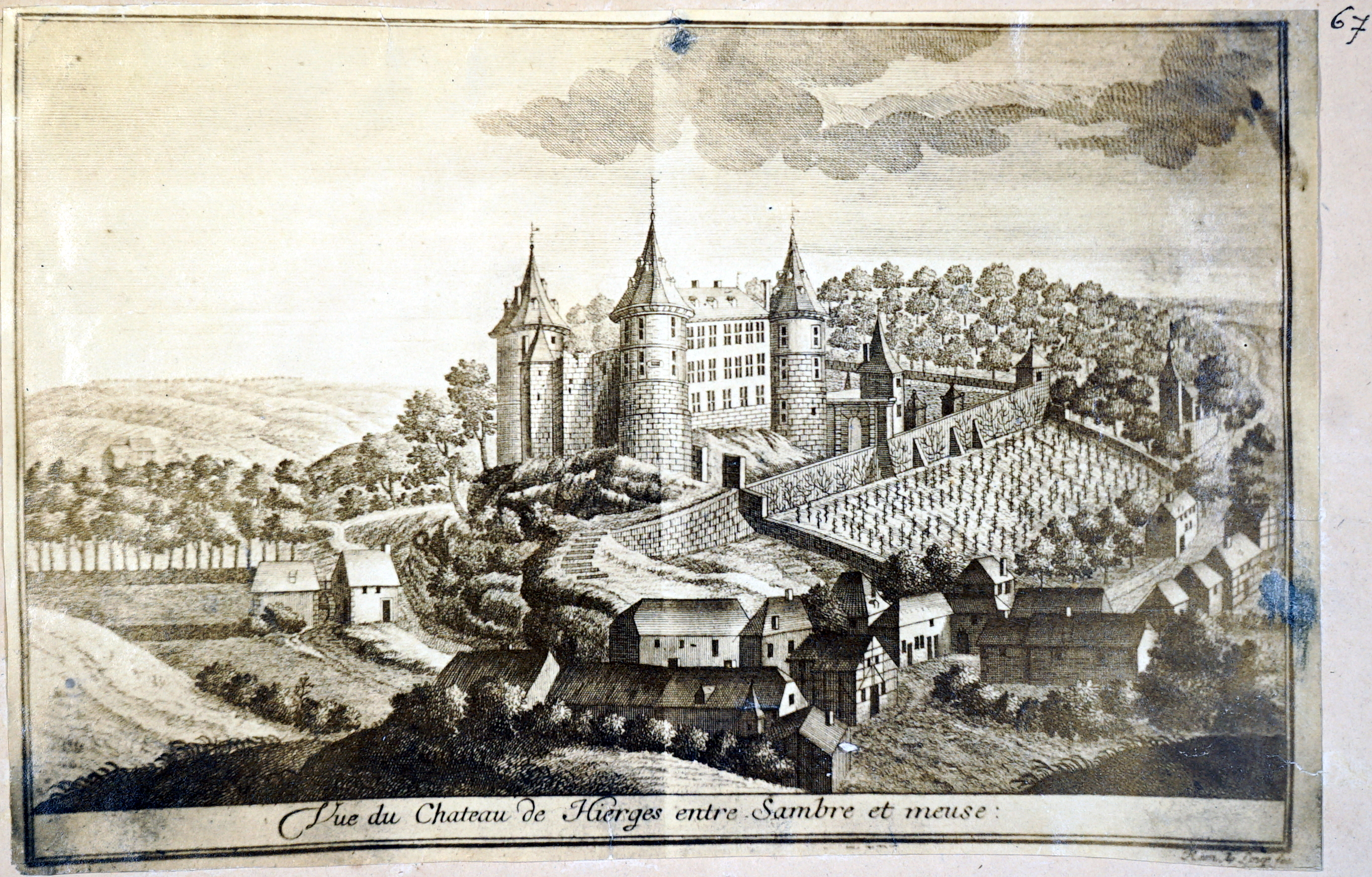

Le château, dont le nom d'origine était le « château de Jérusalem », a été construit sur l'emplacement d'un castrum dont les origines remonteraient au IXe siècle. Au Xe siècle, la seigneurie de Hierges faisait partie des biens de la maison d'Ardenne. À l'époque des croisades, la forteresse de Hierges est rattachée à la principauté de Liège puis au XIIe siècle, le château aurait été détruit.
Le château est détruit en quasi-totalité au XVIe siècle et est reconstruit, à partir de 1560, dans le style Renaissance, avec des éléments de confort et des ouvertures pour armes à feu.
Au XVIIIe siècle sont construits le commun et le colombier.
Le château est assailli en 1792 par les révolutionnaires, puis détruit par un incendie le 18 novembre 1793.

## Personnages historiques liés au château
- Héribrand II de Hierges, seigneur de Hierges mort en 1117, était fils de Héribrand Ier de Saussure, seigneur de Hierges et de Hedwige d'Orchimont. Il épousa Hodierne de Rethel, sœur du roi Baudouin II de Jérusalem et eut un fils, Manassès, qui fut connétable du royaume de Jérusalem de 1144 à 1152.
- Mélusine de Hierges
- Albert II de Hierges
- Jacques Pirenne

## Description
De ce château subsiste encore les murs d’enceinte et trois grosses tours rondes de flanquement (XIIIe – XVIe siècle) partiellement en ruines, construites en brique rouge et pierre bleue. La quatrième tour couverte et semi-circulaire en pierre bleue de Givet est habitée par le propriétaire actuel.
Sur les tours, le positionnement des bouches à feu permettaient à celles-ci de se protéger mutuellement par croisement des tirs. Certaines fenêtres sont à traverse ou à croisée.
Les jardins extérieurs ont été remis en état pour retrouver le visage qu’ils avaient sous la Renaissance.
Le château est une propriété privée.

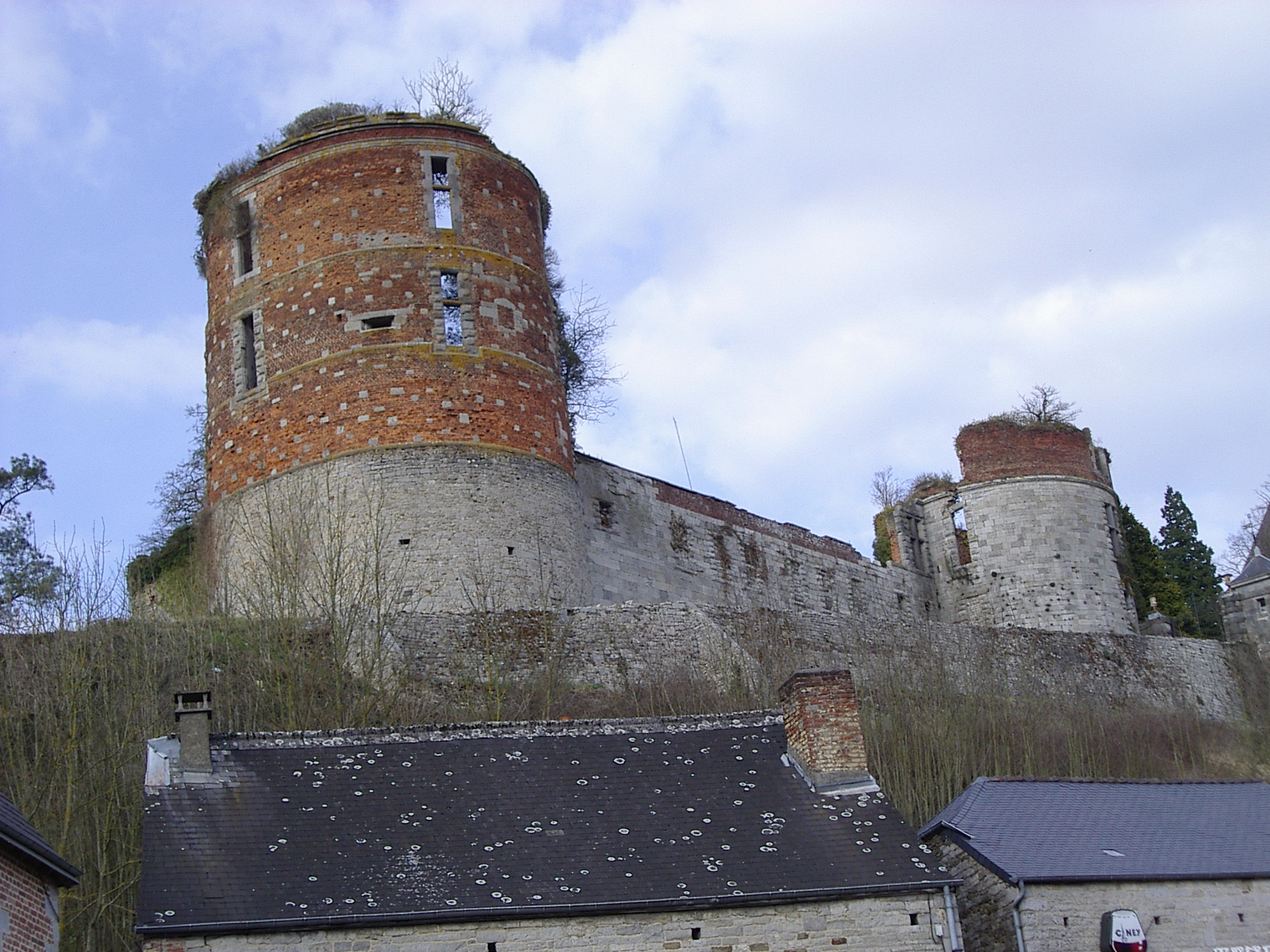
Tours.
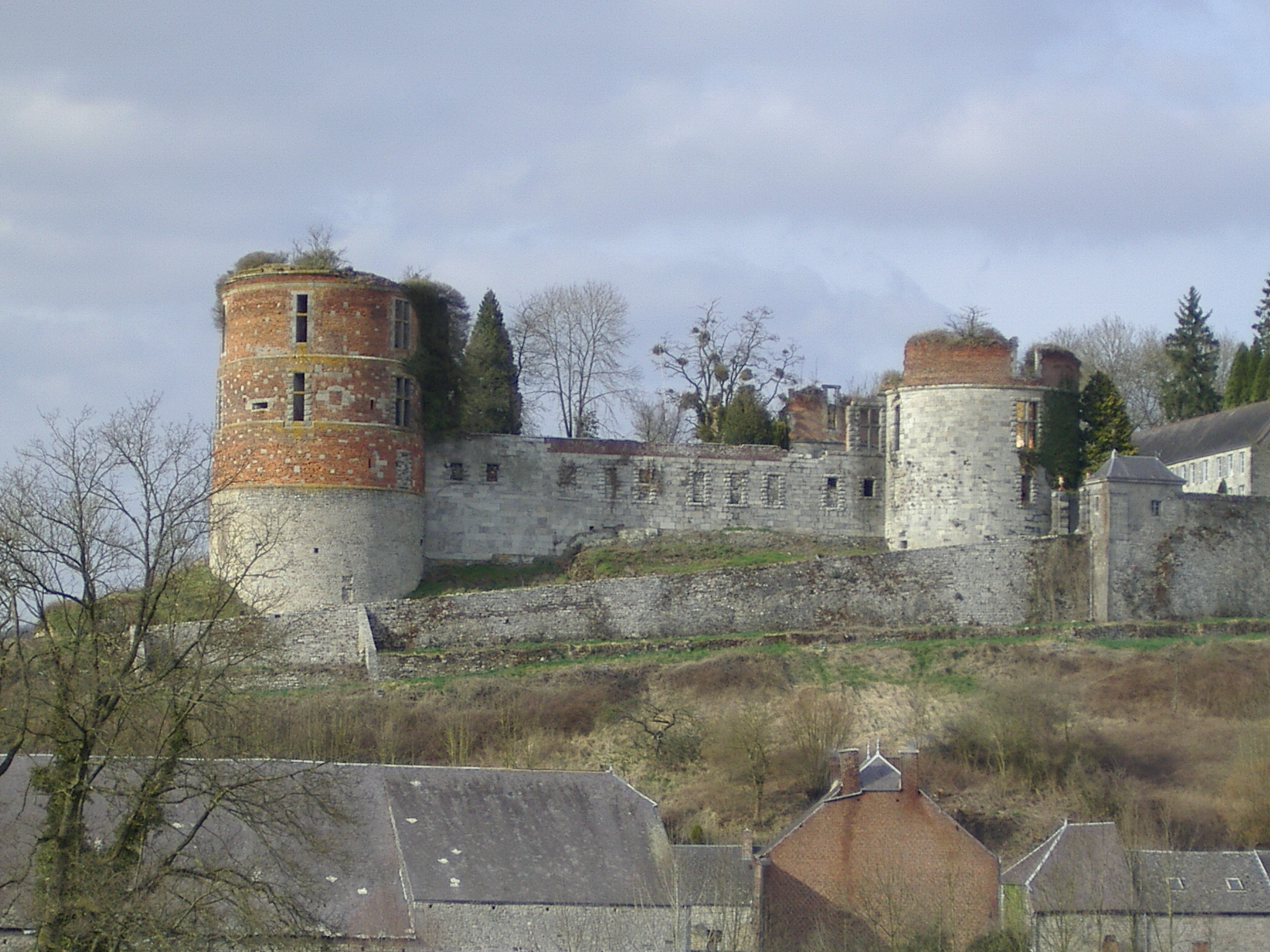

## Légendes

### Mélusine de Hierges
Le château de Hierges fut bâti en une nuit par la fée Mélusine et il comptait 365 fenêtres.
Mélusine de Hierges, appelée aussi Sybille de Lusignan et future reine de Jérusalem, est une descendante en voie directe de la célèbre fée Mélusine (l'aînée de la lignée portant toujours le nom de l'illustre ancêtre). Son père est Manassès de Hierges, qui s'illustra lors des Croisades. Elle épousa un mari insignifiant, Guy de Lusignant. Elle fut également châtelaine de Samson, où elle participa aux combats pour défendre le château. Selon certaines sources, elle serait morte de la peste en 1190 devant Saint-Jean-d'Acre ou en 1187 en ses terres de Samson.

### Les Dames de Meuse
Lors de la première croisade, trois chevaliers qui étaient les fils du seigneur de Hierges, confièrent la garde du château à leurs épouses qui infidèles pendant leurs absence et voulant se jeter à l'eau à leur retour furent changées en pierre par la colère divine, devenant  les Dames de Meuse, le site constitué de trois énormes rochers qui surplombent la Meuse à Laifour.